# Jake Sanderson
Jake Sanderson (* 8. Juli 2002 in Whitefish, Montana) ist ein US-amerikanischer Eishockeyspieler, der seit März 2022 bei den Ottawa Senators in der National Hockey League unter Vertrag steht. Auf internationaler Ebene vertrat der Verteidiger die Nationalmannschaft der USA bei den Olympischen Winterspielen 2022.

## Karriere
Jake Sanderson wurde in Whitefish geboren und spielte in seiner Jugend im Großraum Calgary, unter anderem für Eishockeyteam der Edge School, einer Privatschule. Zur Saison 2018/19 wurde er ins USA Hockey National Team Development Program (NTDP) aufgenommen, die zentrale Talentschmiede des US-amerikanischen Verbandes USA Hockey. Mit den U17- und U18-Auswahlen des NTDP, die auch als Nachwuchsnationalmannschaften fungieren, nahm der Verteidiger in den folgenden zwei Jahren am Spielbetrieb der United States Hockey League (USHL) teil, der ranghöchsten Juniorenliga des Landes. Anschließend wurde er im NHL Entry Draft 2020 an fünfter Position von den Ottawa Senators ausgewählt, als höchstgewählter Abwehrspieler dieses Draft-Jahrgangs.
Zur Saison 2020/21 schrieb sich Sanderson an der University of North Dakota ein, sodass er fortan mit deren „Fighting Hawks“ in der National Collegiate Hockey Conference (NCHC) auflief, einer Liga im Spielbetrieb der National Collegiate Athletic Association (NCAA). Als Freshman berücksichtigte man ihn nach 15 Scorerpunkten und einer Plus/Minus-Statistik von +20 im All-Rookie Team, während er mit dem Team zugleich die Meisterschaft der NCHC gewann. Im Folgejahr wählte man ihn ins Second All-Star Team der NCHC, nachdem er einen Punkteschnitt von über 1,0 pro Spiel erreicht hatte.
Die Ottawa Senators statteten Sanderson im März 2022 mit einem Einstiegsvertrag aus. In der folgenden Saisonvorbereitung erspielte er sich einen Platz im Aufgebot der „Sens“ und debütierte im Oktober 2023 in der National Hockey League (NHL), wo er sich anschließend etablierte. Seine erste NHL-Saison beendete er mit 32 Scorerpunkten aus 77 Partien und wurde in der Folge im NHL All-Rookie Team berücksichtigt.

### International
Erste internationale Erfahrungen sammelte Sanderson bei der World U-17 Hockey Challenge 2018, wo er mit der US-amerikanischen Auswahl den achten Platz belegte. Mit der U20-Nationalmannschaft folgte anschließend die Goldmedaille bei der U20-Weltmeisterschaft 2021. Nachdem die U20-Weltmeisterschaft 2022 bereits kurz nach Beginn abgebrochen wurde, vertrat der Abwehrspieler die A-Nationalmannschaft seines Heimatlandes bei den Olympischen Winterspielen 2022, die das Team USA auf dem fünften Platz beendete.
Sein erstes Turnier für die A-Nationalmannschaft absolvierte Sanderson mit der Weltmeisterschaft 2024, die die US-Amerikaner auf dem fünften Rang abschlossen.

## Erfolge und Auszeichnungen
- 2021 Meisterschaft der NCHC mit der University of North Dakota
- 2021 NCHC All-Rookie Team
- 2022 NCHC Second All-Star Team
- 2023 NHL All-Rookie Team

### International
- 2021 Goldmedaille bei der U20-Weltmeisterschaft

## Karrierestatistik
Stand: Ende der Saison 2024/25

### International
Vertrat die USA bei:
| - World U-17 Hockey Challenge 2018 - U20-Weltmeisterschaft 2021 - abgebr. U20-Weltmeisterschaft 2022 | - Olympischen Winterspielen 2022 - Weltmeisterschaft 2024 - 4 Nations Face-Off 2025 |

(Legende zur Spielerstatistik: Sp oder GP = absolvierte Spiele; T oder G = erzielte Tore; V oder A = erzielte Assists; Pkt oder Pts = erzielte Scorerpunkte; SM oder PIM = erhaltene Strafminuten; +/− = Plus/Minus-Bilanz; PP = erzielte Überzahltore; SH = erzielte Unterzahltore; GW = erzielte Siegtore; 1 Play-downs/Relegation; Kursiv: Statistik nicht vollständig)

## Familie
Sein Vater Geoff Sanderson bestritt weit über 1000 Spiele in der NHL und gewann zudem zwei Weltmeistertitel mit der kanadischen Nationalmannschaft.